# Karen Homayounfar
Karen Homayounfar (kɑːɾæn homɑːjuːnˈfæɾ), né en 1968 à Téhéran (Iran), est un musicien et compositeur iranien.

## Biographie
Sauf indication contraire, les informations mentionnées dans cette section peuvent être confirmées par la base de données cinématographiques IMDb,  présente dans la section « Liens externes ».
Karen Homayounfar a reçu, à trois reprises, le prix Simorgh de cristal de la meilleure bande-son, au Festival du film de Fajr, et, à cinq reprises, la statuette de la meilleure musique au Festival du cinéma iranien (es).

## Filmographie partielle
Sauf indication contraire, les informations mentionnées dans cette section peuvent être confirmées par la base de données cinématographiques IMDb,  présente dans la section « Liens externes ».

### Au cinéma

#### Longs métrages
- 1995 : Ashk o labkhand
- 1996 : Hadese dar Kandovan
- 1997 : Soltan de Massoud Kimiai
- 1999 : Siavash
- 1999 : Sharareh
- 2000 : Shifteh
- 2001 :  Abi
- 2001 : Party
- 2001 : Tik
- 2001 : Rang-e shab
- 2002 : in zan harf nemizanad
- 2002 : Kaghaz-e bikhat
- 2002 : Da'vat be sham
- 2003 : Jenayat
- 2004 : Sizdah gorbeh rooye shirvani (titre anglais international : Thirteen Cats on the Hot Gabled Roof)
- 2004 : Bajkhor
- 2005 : Aqvariom
- 2005 : Salad-e fasl
- 2006 : Az dourdast
- 2007 : Saad Saal Be In Salha (Miss Iran)
- 2007 : Jani Gal
- 2007 : Tofigh-e Ejbari
- 2008 : Khak Ashena
- 2008 : Abraham: The Friend of God
- 2009 : Koudak va fereshte
- 2009 : Zadboom (fa)
- 2009 : Khiabane Bisto Chaharom
- 2009 : Hot Chocolate
- 2010 : Hich
- 2010 : Tehran, Tehran
- 2010 : San Peterzburg
- 2010 : Gozaresh-e yek jashn
- 2011 : Jorm
- 2011 : Asb heyvan-e najibi ast
- 2011 : Yeki az ma do nafar
- 2011 : Marg kasb va kare man ast
- 2011 : Soote Payan
- 2012 : Barf rooye kajha
- 2012 : Bikhod & Bi Jahat
- 2012 : The Wooden Bridge
- 2012 : Man Madar Hastam
- 2012 : Zendegi-e Khosousi-e Agha Va Khanom-e Mim
- 2013 : One, Two, Three, Five
- 2014 : The Wedlock
- 2014 : Khanoom
- 2014 : Hame Chiz Baraye Foroosh
- 2014 : Nakhasteh
- 2014 : Negar's Role
- 2015 : Mardi ke asb shod
- 2015 : Rokhe Divaneh
- 2015 : Chaharshanbeh, 19 Ordibehesht
- 2015 : Les Rives du destin
- 2016 : Arvand
- 2016 : Bodyguard (Badigard)
- 2016 : I de Soheil Beiraghi
- 2016 : It Happened at Midnight (en)
- 2016 : Khashm va Hayahoo (en)
- 2016 : Polaris (en)
- 2017 : Azar (en)
- 2017 : Khafegi (en)
- 2017 : Zire saghfe doodi (en)
- 2017 : I Want to Dance (en)
- 2018 : Otaghe Tarik (en)
- 2018 : Be Vaghte Sham
- 2018 : La Permission
- 2018 : Los Angeles/Tehran (en)
- 2019 : Ashoftegi (en)
- 2019 : Russian (en)
- 2019 : Une nuit à Téhéran
- 2019 : White Fish Season (en)
- 2020 : Exodus (fa) (خروج) d'Ebrahim Hatamikia
- 2020 : Dokhtarane Darya (en)
- 2023 : Sima's Unfinished Narration (en)
- 2024 : Nepton (en)
- 2024 : Soodabeh (en)
- 2025 : Musa Kalimullah : Au lever du soleil
- 2025 : Esfand